# Paranapis
Paranapis is een geslacht van spinnen uit de  familie van de Anapidae (Dwergkogelspinnen).

## Soorten
- Paranapis insula (Forster, 1951)
- Paranapis isolata Platnick & Forster, 1989